# Nelly Sachs
Nelly Sachs, eredetileg Leonie Sachs (Berlin, 1891. december 10. – Stockholm, 1970. május 12.) német író és költő. 1966-ban Samuel Josef Agnonnal megosztva kapta az irodalmi Nobel-díjat, „kiemelkedő lírai és drámai műveiért, amelyek megragadó erővel ábrázolják Izrael sorsát”.

## Élete
Nelly Sachs a gyáros és feltaláló William Sachs és felesége Margarete egyedüli gyermekeként született és az asszimilált zsidó család művelt nagypolgári légkörében nőtt fel. Beteges alkata miatt három éven át magántanárok tanították mielőtt 1903-ban beiratkozott volna egy felsőbb leányiskolába. 15 éves korában annyira lenyűgözte Selma Lagerlöf első regénye, a Gösta Berling, hogy levelezést kezdeményezett a svéd írónővel, amely azután 35 évig tartott. Első verseit 17 éves korában írta.
Nelly Sachs a szüleivel visszahúzódó életet élt és nem nagyon vett részt az 1920-as évek társasági életében. Nem ment férjhez, mivel apja megakadályozta egy elvált férfival való szerelmi kapcsolatát. Mindazonáltal a lány éveken át fenntartotta a kapcsolatot a név szerint nem ismert férfival és a második világháború kezdetén vele együtt került fogságba – egyes későbbi verseiben egy vőlegényről esik szó, aki egy koncentrációs táborban halt meg. Pontosabb információ nem áll rendelkezésre.
1921-ben Stefan Zweig támogatásával jelent meg Nelly Sachs első verseskötete Legenden und Erzählungen (Legendák és elbeszélések) címen; a korai, melankolikus színezetű verseket az újromantika hatja át és a természet illetve a zene témakörében mozognak. Összegyűjtött műveinek kiadásába Nelly Sachs ezeket a verseket később nem vette be.
Miután 1930-ban apja hosszas betegség után elhunyt, Nelly Sachs anyjával együtt beköltözött egyik bérházukba. Az 1920-as évek vége felé különböző berlini lapok, például a Vossische Zeitung, a Berliner Tageblatt és a Die Jugend folyóirat közölték verseit. A kritika és a közönség egyaránt elismerte a verseket. A kísérleti jellegű illetve a hagyományos utakat elhagyó, nehezen érthető stílusú verseit ezzel szemben megsemmisítette.
Sachs és anyja annyira feltűnésmentesen és visszavonultan éltek az 1930-as években Berlinben, amennyire ez zsidók számára lehetséges volt. A Gestapo többször kihallgatásra rendelte be, lakásukat a Sturmabteilung (SA) dúlta fel. Kényszerből kezdett el foglalkozni zsidó származásával, így olvasta el a háború elején Martin Buber Erzählungen der Chassidim című művét és ebből erőt merített.
Sachs elég későn szánta rá magát, hogy anyjával elmeneküljön Németországból. „Árja” barátnője, Gudrun Harlan 1939 nyarán Svédországba utazott, hogy Selma Lagerlöf segítségét kérje a svéd vízum megszerzéséhez. Az írónő azonban betegsége miatt nem tudott segíteni; meghalt még mielőtt Sachs Svédországba érkezett volna. Harlan ekkor a svéd király fivéréhez fordult, aki végül is támogatta. Hónapokig tartó bürokratikus halogatás után Nelly Sachs és anyja szó szerint az utolsó percben szálltak fel egy Stockholm felé tartó repülőgépre – már megérkezett a behívóparancs a lágerbe szállításra.
Svédországban a két nő szegényes viszonyok között élt egy egyszobás lakásban. Nelly Sachs idős anyját gondozta és közben mosónőként dolgozott. Svédül kezdett tanulni és kortárs svéd lírát fordított németre. Saját költészete a háború alatt teljesen más irányba tért el a korai, romantikus korszakához képest: az 1943-44-ben keletkezett versek, amelyek utóbb az In den Wohnungen des Todes (A halál lakásaiban) című kötetben jelentek meg, a fájdalom és a halál képeit idézik el, az elkínzott nép halálos panaszát. Az 1940-es években a versek mellett jelent meg két drámája, az Eli és az Abram im Salz.
A háború utáni korszakban Nelly Sachs érzelemmel telített, keserű nyelven írt a holokauszt kegyetlenségeiről. Két kötete, az In den Wohnungen des Todes és a Sternenverdunkelung  1949-ben Kelet-Berlinben jelent meg Johannes R. Becher szorgalmazására; sem a nyugati zónában, sem Svájcban nem adták ki Nelly Sachs verseit. Ugyan a másodikat ezek közül Amszterdamban is kiadták és a kritikusok dicsérték, Nyugat-Németországban nem sokan olvasták. Egyes szövegei az NDK-beli Sinn und Form folyóiratban jelentek meg. Sachs továbbra is pénzügyi gondokkal küzdött, de fordításokkal valahogy fenntartotta magát.
1950 elején meghalt Nelly Sachs anyja, ami lelkileg nagyon súlyosan érintette. Az 1950-es évek elején kezdett levelezni Paul Celannal, akit 1960-ban Párizsban meg is látogatott. 1953-ban megkapta a svéd állampolgárságot. Az évtized vége felé, az elszigeteltség évei után végre tudomást szereztek műveiről a teljes német nyelvterületen. Und niemand weiß weiter  és Flucht und Verwandlung  című, a francia szürrealizmus hatását tükröző kötetei 1957 és 1959-ben Hamburgban, Münchenben és Stuttgartban jelentek meg. Az Eli című misztériumjátékát 1959-ben rádiójáték formájában a Südwestdeutscher Rundfunk sugározta. Nelly Sachsot „felfedezte” a Német Szövetségi Köztársaság fiatal irodalmi világa.
Első német díját, a Német Ipari Szövetségtől még 1959-ben, távollétében ítélték oda neki. Nelly Sachs nem akart visszatérni Németországba, mert félelme még nem múlt el. Ezenkívül egy pszichikai betegség tünetei is jelentkeztek, és amikor 1960-ban húsz év után ismét Németországba lépett a Droste-díj átvételére, Svédországba való visszatérésekor összeomlott. Összesen három éven töltött egy stockholmi idegszanatóriumban.
1961-ben Dortmund városa megalapította a Nelly Sachs-díjat és a névadót tüntette ki vele. Ő volt az első nő, aki megkapta a német könyvkereskedők Béke-díját, amelynek kapcsán ismét Németországba utazott.
1966. december 10-én, 75. születésnapján kapta meg az irodalmi Nobel-díjat. A köszönőbeszédet németül mondta el. A díj összegét a rászorultaknak ajándékozta, felét barátnője, Gudrun Harlan kapta. Utolsó éveiben ismét a nyilvánosságtól visszavonulva élt. 1970-ben az idegklinikán rákban halt meg. A stockholmi zsidó temetőben nyugszik.

## Művei
- Legenden und Erzaehlungen, 1921
- In den Wohnungen des Todes, 1946
- Sternverdunkelung, 1949
- Eli : Ein Mysterienspiel vom Leiden Israels, 1951
- Und niemand weiss weiter, 1957
- Flucht und Verwandlung, 1959
- Fahrt ins Staublose : Die Gedichte der Nelly Sachs, 1961
- Die Gedichte der Nelly Sachs, 1961-71
- Zeichen im Sand : Die szenischen Dichtungen der Nelly Sachs, 1962
- Das Leiden Israels, 1962
- Ausgewählte Gedichte, 1963
- Glühende Rätsel, 1964
- Späte Gedichte, 1965
- Die Suchende, 1966
- Wie leicht wird Erde sein : Ausgewählte Gedichte, 1966
- Simson fällt durch Jahrtausende und andere szenische Dichtungen, 1967
- Das Buch der Nelly Sachs (szerk. Bengt Holmqvist), 1968
- Verzauberung : Späte szenische Dichtungen, 1970
- Teile dich Nacht : Die letzten Gedichte (szerk. Margaretha Holmqvist és Bengt Holmqvist), 1971

### Magyarul
- Izzó rejtvények; ford. Görgey Gábor, Vas István, utószó Vas István; Európa, Bp., 1968

## Fordítás
- Ez a szócikk részben vagy egészben  a   Nelly Sachs című német Wikipédia-szócikk ezen változatának fordításán alapul.  Az eredeti cikk szerkesztőit annak laptörténete sorolja fel. Ez a jelzés csupán a megfogalmazás eredetét és a szerzői jogokat jelzi, nem szolgál a cikkben szereplő információk forrásmegjelöléseként.